# Bebetto Haddad
Alberto Felipe Haddad Filho (São Luís, 10 de maio de 1956), conhecido apenas por Bebetto Haddad, é um empresário e político brasileiro, filiado ao Democracia Cristã (DC). Foi deputado federal pelo estado de São Paulo entre 1991 e 1995.

## Biografia
Filho de Alberto Felipe Haddad e Maria de Nazaré Rego Haddad, fez curso de Administração na Pontifícia Universidade Católica de São Paulo em 1976, não conseguindo concluí-lo. Em 1978 ingressou no curso de Direito no Centro Universitário Braz Cubas, em Mogi das Cruzes, também sem chegar até o final.[carece de fontes?]
Sua carreira política iniciou-se quando se filiou ao Partido da Reconstrução Nacional (PRN) (atual Agir) para tentar uma vaga de deputado federal nas eleições estaduais de 1990. Com 38.987 votos, foi o quadragésimo deputado mais votado em São Paulo.[carece de fontes?]
Na votação do impeachment de Fernando Collor, em 1992, Bebetto Haddad votou contra o afastamento do presidente, sendo também foi um dos 3 deputados paulistas a fazê-lo. Os outros foram Euclydes de Mello, também do PRN, e Nelson Marquezelli, do Partido Trabalhista Brasileiro (PTB), embora somente na segunda chamada, quando o processo já havia sido definido. Durante a legislatura, votou a favor da criação do Imposto Provisório sobre Movimentação Financeira (precursor da Contribuição Provisória sobre Movimentação Financeira) e foi contra o fim do voto obrigatório.[carece de fontes?]
Em 1994, filiado ao PP, tentou a reeleição para deputado federal, mas ficou apenas como terceiro suplente, deixando a Câmara dos Deputados ao final da legislatura. Em 2006, assumiu a Secretaria Municipal de Esportes na gestão de Gilberto Kassab na prefeitura de São Paulo, onde permaneceu até 2012, tendo concorrido a deputado estadual pelo Partido do Movimento Democrático Brasileiro (PMDB) (hoje Movimento Democrático Brasileiro) na eleição de 2010, obtendo 19.293 votos.[carece de fontes?]

## Candidatura a prefeito de São Paulo
Após 14 anos sem disputar cargos eletivos, Bebetto Haddad foi escolhido como candidato a prefeito de São Paulo pelo DC, substituindo o empresário Fernando Fantauzzi, que desistiu da campanha a 3 dias da convenção partidária.
Porém, o ex-deputado teve o registro barrado pela Justiça Eleitoral devido ao não-pagamento de uma multa eleitoral referente a 2002 e também por falta de documentação, cabendo recurso da decisão no TRE estadual.